# Vojna vas
Vojna vas je naselje u slovenskoj Općini Črnomelju. Vojna vas se nalazi u pokrajini Dolenjskoj i statističkoj regiji Jugoistočnoj Sloveniji. 

## Stanovništvo
Prema popisu stanovništva iz 2002. godine naselje je imalo 106 stanovnika.